# Diallagomolgus
Genre
Diallagomolgus est un genre de copépodes de la famille des Rhynchomolgidae.

## Distribution
Les espèces de ce genre sont endémiques de Nouvelle-Calédonie. Elles se rencontrent dans l'océan Pacifique.
Les espèces de ce genre sont associées à des scléractiniaires.

## Liste des espèces
Selon World Register of Marine Species (22 décembre 2017) :
- Diallagomolgus productus Humes, 1979
- Diallagomolgus vicinus Humes, 1979

## Publication originale
- Humes, 1979 : Cyclopoid Copepods (Lichomolgidae) Associated with the Scleractinian Cyphastrea in New Caledonia. Pacific Science, vol. 33, no 2, p. 195-206.